# Rhycherus
Rhycherus är ett släkte av fiskar. Rhycherus ingår i familjen Antennariidae.
Kladogram enligt Catalogue of Life:
| Rhycherus | \| \| Rhycherus filamentosus \| \| \| \| \| \| Rhycherus gloveri \| \| \| \| |
|           | \| \| Rhycherus filamentosus \| \| \| \| \| \| Rhycherus gloveri \| \| \| \| |
|           | Allenichthys                                                                 |
|           |                                                                              |
|           | Antennarius                                                                  |
|           |                                                                              |
|           | Antennatus                                                                   |
|           |                                                                              |
|           | Echinophryne                                                                 |
|           |                                                                              |
|           | Histiophryne                                                                 |
|           |                                                                              |
|           | Histrio                                                                      |
|           |                                                                              |
|           | Kuiterichthys                                                                |
|           |                                                                              |
|           | Lophiocharon                                                                 |
|           |                                                                              |
|           | Nudiantennarius                                                              |
|           |                                                                              |
|           | Phyllophryne                                                                 |
|           |                                                                              |
|           | Tathicarpus                                                                  |
|           |                                                                              |
|           | Rhycherus filamentosus                                                       |
|           |                                                                              |
|           | Rhycherus gloveri                                                            |
|           |                                                                              |

|  | Rhycherus filamentosus |
|  |                        |
|  | Rhycherus gloveri      |
|  |                        |